# Dub u Obecního lesa
Dub u Obecního lesa je památný strom dub letní (Quercus robur) v Zámělíči, části města Poběžovice v okrese Domažlice. Roste v nadmořské výšce 445 m při rozhraní okraje lesa a pastvin na hranici dvou katastrálních území Zámělíč a Ohnišťovice. Okolo stromu prochází naučná stezka Těžba živců na Poběžovicku a strom je doplňkem zastavení č. 6 této naučné stezky.
Obvod kmene měří 305 cm, koruna sahá do výšky 21 m (měření 2013). Strom je chráněn od roku 2014 jako ekologicky významný a esteticky zajímavý strom významný vzrůstem a stářím.

## Stromy v okolí
- Duby u Zámělíče
- Zámecký buk
- Lípa u hřbitova